# Malcolm Fridlund
Malcolm Carl Wilhelm Fridlund, né en 1952, est un astronome suédois. Il a écrit sa thèse de doctorat en astronomie en 1987 à l'Université de Stockholm[réf. incomplète] et travaille depuis 1988 à l'Agence spatiale européenne à Noordwijk, aux Pays-Bas, en tant que chef de projet scientifique. Depuis 1996, Malcolm Fridlund est le directeur scientifique du projet Darwin. Depuis le printemps 2006, il est aussi le directeur de projet de l'ESA pour le projet international CoRoT.
L'astéroïde (20426) Fridlund porte son nom.